# Goiás EC
A brazil Goiás Esporte Clube 1943-ban alapított Goiâniai sportegyesület, melynek legismertebb szakosztálya a labdarúgó csapata. Goiás állam bajnokságának és a Brasileiro Série B-nek a tagja.

## Története
1943. április 6-án egy baráti társaság alapította az együttest. 1973-ban jutottak fel először az országos első osztályú bajnokságba.	

## Sikerlista

### Állami
- 28-szoros Goiano bajnok: 1966, 1971, 1972, 1975, 1976, 1981, 1983, 1986, 1987, 1989, 1990, 1991, 1994, 1996, 1997, 1998, 1999, 2000, 2002, 2003, 2006, 2009, 2012, 2013, 2015, 2016, 2017, 2018